# Col de Sapois
Le col de Sapois est un col du massif des Vosges à 835 mètres d'altitude. Il est situé dans le département des Vosges et relie Sapois à Gérardmer.

## Toponymie
Le col est appelé ainsi car il permet de rejoindre le village de Sapois.

## Géographie
Depuis Gérardmer, l’ascension du col commence au niveau du lac à environ 660 m d'altitude au lieu-dit Ramberchamp en prenant la route nommée chemin de Sapois. Après un faux-plat d'environ un kilomètre la route s'élève en pente raide (2 km à 8 % de moyenne avec des passages à 10 %) jusqu'au sommet situé à 835 mètres d'altitude sur la limite Sapois-Gérardmer. Depuis Sapois à environ 440 m d'altitude, la montée est plus progressive (environ 5 % avec un maximum à 7 %), elle remonte la vallée du ruisseau de Menaurupt en suivant d'abord la D 23g jusqu'au hameau de Menaurupt, puis la route du Col jusqu'au sommet.

## Histoire

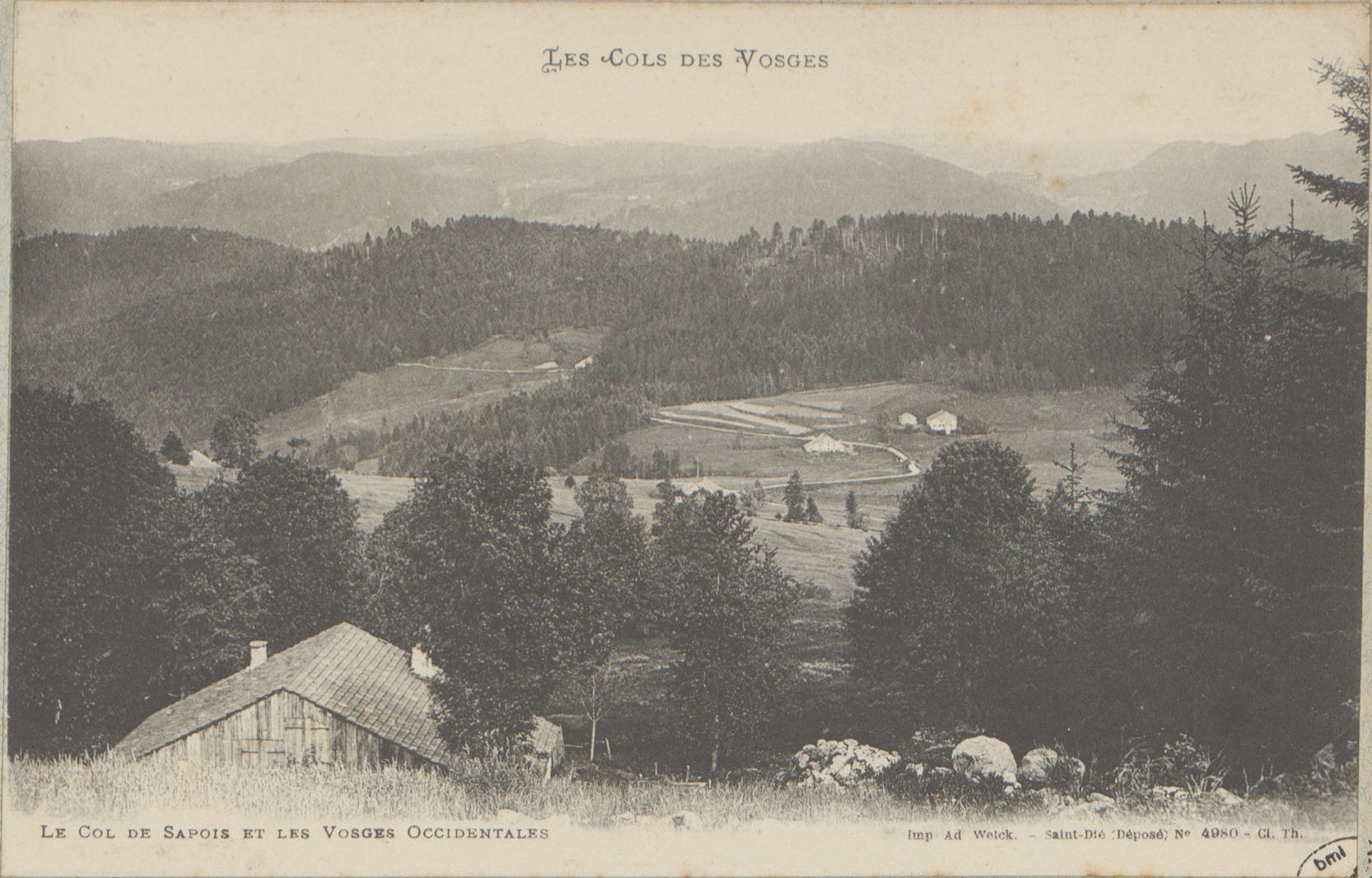
Le col de Sapois et les Vosges occidentales (carte postale Adolphe Weick).